# Altarið
Altarið è una montagna alta 483 metri sul mare situata sull'isola di Eysturoy, facente parte dell'arcipelago delle Isole Fær Øer, in Danimarca.